# 船梨精
船梨精（日语： Funasshī */?）是一個在2011年底時創造而出，並於2013年時知名度暴漲而在日本全國知名的在地吉祥物（；Yuru-Chara）。由不公開具名的原創者自行創作並透過網路影片分享、出席各種現場推廣活動而提升知名度的船梨精，是千葉縣船橋市的「非官方」（日语：非公認）吉祥物，由於其獨特的過動、驚人彈跳力與多嘴吵鬧角色設定迥異於一般日本的在地吉祥物，因而得以脫穎而出獲得高度注目。除了在「2013年當地吉祥物總選舉」中獲勝外，也經常獲邀參與各大電視台的節目演出，甚至客串動畫卡通，並在主流唱片公司支持之下推出自行作詞作曲的主題歌曲唱片。在樂隊CHARAMEL擔任主唱。

## 角色設定與特色
船梨精的日文原名（平式羅馬拼音寫法為Funasshii）是一個源自地名「船橋」（Funabashi）與水果「梨」（Nashi）的新創組合字，以呼應其「船橋誕生的梨精靈」之設定（船橋市是日本國內日本梨的主要產地）。船梨精在造型上像是一顆長了手腳的黃色梨子，身上穿著類似日本幼稚園制服般的水藍色圍兜（另有隱藏設定，下述）並別著幼稚園名牌，臉上有著像是小朋友隨手塗鴉畫出的眼睛與嘴巴。
根據其官方設定，本名福納迪烏斯四世（フナディウス４世）、現年1875歲的船梨精之父母只是普通的梨樹，但因為2000年一度的奇蹟而以精靈之姿誕生於世上。身高90公分，體重約7顆梨子重，血型為鱟梨汁型（カブトガニ梨汁型），喜歡的歌手是奧齊·奧斯本（Ozzy Osbourne，英國重金屬搖滾樂團「黑色安息日」主唱）。除了上述的基本設定外，船梨精還有一些較為離經叛道的隱藏設定，例如他是家中274個手足中的四男；胸口的紅色物體不是緞帶，而是沾到別人的血（返リ血）；身上藍色的部分不是衣服而是刺青；眼白的部分因為看了太多人間險惡而變成灰色等。
在表演特色上，船梨精有兩個迥異於大部分日本在地吉祥物的地方。其一是日本的在地吉祥物大都因為造型圓滾，所以只能以緩慢的動作搖晃行走，但是船梨精卻擁有敏捷的運動能力，除了以高度驚人的彈跳作為招牌動作（自稱可以跳過高約1公尺的8層高跳箱），平常也像是有過動傾向般靜不下來，會不斷地高速擺動雙手或是頻頻轉頭。另外，在日本大部分的在地吉祥物都是不會說話的，但船梨精除了是少數會說話的吉祥物外，還是個多話、口無遮攔、喜歡大聲怪叫的角色。除了用力跳躍時的叫聲（Hyahha）外，經常在發言句尾加上口頭禪（Nasshi，與日文中的「梨子」發音相同），說話速度非常快且內容諷刺直白，曾在上電視節目接受訪問時自言「好像快被當作搞笑藝人看待」。

## 經歷
船梨精的誕生可以回溯到2011年11月時，出身於橫須賀但居住在船橋市、不公開真實身份的原創作者有見當時日本正在流行中的在地吉祥物熱潮，決定設計一個能趁這股熱潮將船橋的名聲炒熱的吉祥物角色，而創造出船梨精。雖然在一開始時作者僅打算推出平面設計的版本，在2D世界中推廣它，但在隔年（2012年）3月時還是自行花費4萬日圓，以低預算方式訂作了立體化的船梨精布偶裝。但也由於是私人斥資創作的，相較於其他以公家費用製作的吉祥物布偶裝，船梨精顯得簡陋、草率許多，並常被電視節目主持人拿來揶揄他而成為笑點。
在完成布偶裝的製作後，原作者曾一度嘗試向船橋市役所（船橋市的行政單位）與該市的一些商業機構推銷船梨精這角色，但未能獲得回應。於是開始自行至船橋市境內的一些觀光點拍攝宣傳影片，或自行前往參與一些船橋當地的活動，在活動現場進行宣傳，這些過程的影片透過網路的宣傳漸漸擴展開。2013年2月時，船梨精獲得主要電視頻道日本電視台的晨間資訊節目《爽快！！》邀請，擔任特集單元的特別來賓，並在節目中和主持人之一的加藤浩次比賽相撲結果慘敗，因為被摔倒在地的動作太過有趣，節目片段影片在網路上瘋狂傳閱，成為船梨精爆紅的契機。
另外，船梨精也獲邀參與了朝日飲料旗下知名包裝茶飲產品十六茶的電視廣告拍攝，這一系列由女演員新垣結衣所主演的電視廣告雖然廣邀了日本全國各地多達54隻在地吉祥物一同參與演出，船梨精只是獲邀演出的許多角色之一，但卻因為他迥異於其他吉祥物的獨特動感表現而成為畫面中的目光吸引焦點。除此之外，他與東京都西國分寺的西國君也是僅有的非地方政府指定吉祥物，並且因為在廣告中太過搶眼而被評論是否會因搶了新垣的風采而影響未來繼續參演的機會。
雖然因為政策考量船橋市官方一直未能認定船梨精的在地吉祥物資格，反倒是船橋當地的大型購物中心、由三井不動產所經營的LaLaport東京灣搶先在2013年6月15日發表認定船梨精是該購物中心的官方公認吉祥物，並在購物中心內設置專區（船梨精博物館）介紹相關的活動紀錄並展示各種船梨精的衍生商品。
2013年8月6日，船梨精在由日本全國各地百貨公司業者所組成的日本百貨店協會主導舉辦的「2013年在地吉祥物總選舉」決賽中以關東地區代表身份出戰。雖然在參賽前船梨精曾說過其目標是「想獲得第274名」，但卻以懸殊的票數打敗來自日本全國各地的吉祥物對手，獲得此民眾票選活動的冠軍，凱旋回歸鄉里。
船梨精的高知名度讓他變成日本電視媒體與各大商展活動的寵兒，包括《交給現子吧！》（TBS）與《笑笑又何妨！》（富士電視台）等老牌綜藝節目都曾邀請其作為特別來賓或參與特別企畫。
除了電視節目外，船梨精也經常獲邀擔任媒體記者會或各類活動的驚喜來賓。例如2013年5月間，驚悚電影《黑百合公寓》的發行片商在正式上映前邀請了包括船梨精在內的名人，在東京市區內的玉井病院參加「恐怖的孤獨鑑賞會」（獨自在黑暗中觀賞電影試映片）。女子偶像團體AKB48於2013年9月18日在日本武道館所舉辦的大型活動「第四屆AKB48猜拳大會」中，資深核心成員小嶋陽菜穿著著一套角色扮演船梨精的服裝，並且在船梨精本尊的助陣之下出場猜拳比賽，雖然小嶋在第2戰中敗北，但船梨精的出場仍然造成觀眾與AKB集團其他成員的一陣騷動。另外，美國奇幻電影《波西傑克森：妖魔之海》（Percy Jackson: Sea of Monsters）在日本上映時邀請了AKB48另一位高知名度成員渡邊麻友擔任女主角安娜貝絲（Annabeth）一角的日文發音版配音，在記者發表會進行到一半時打扮成「船梨神」造型的船梨精突然闖入會場，與渡邊一同進行造勢。除此之外，在同年底的第64回NHK紅白歌合戰中，船梨精與熊本熊、菇菇等大受歡迎的吉祥物，也共同出現在活動後台，擔任冰川清志、AKB48與北島三郎等演出者的打氣團。
2013年9月，船梨精應廣告贊助廠商的邀約，展開了一個叫「船梨精倫敦計畫」的活動，首度離開日本在國外進行活動。船梨精前往英國倫敦拜會了英國名模卡拉·迪瓦伊（Cara Delevingne），並且一同拍攝了廣告製作幕後影片（making video）。
2013年9月24日，日本主要音樂發行商環球音樂（Universal Music）發表將替船梨精發行正式單曲唱片的訊息，作為聲援日本東北大震後復建工程的慈善活動用途。命名為《船、船、船梨精 ～船梨精官方主題曲～》的這首單曲是以2013年初曾在YouTube上公開過的原曲為基礎，由船梨精親自作詞作曲，並由搖滾樂團THE ALFEE的主唱、老牌歌手高見澤俊彥擔任製作人協助編曲。配合船梨精的嗜好，新作將採「船式重金屬搖滾」曲風，並設定於11月27日發片（取1127這數字在日文中的發音與「好船」近似）。稍後，在THE ALFEE於12月24日於日本武道館所舉行的演唱活動中，船梨精也反過來以特別來賓的身份客串登台，帶動現場氣氛。

## 演出與作品
電視動畫
- 《軟軟彎彎的！粉刺君》（讀賣電視台，2013年7月－12月）：以平面卡通造型直接參演劇情中的船梨精角色，並由本尊負責配音。[22][3]

劇場版
- 《Happiness Charge 光之美少女！ 人偶之國的芭蕾舞女》（2014年10月11日）：以平面卡通造型和本尊身份客串演出。

電視連續劇
- 《天魔先生來了》（TBS，2013年7月15日－）：在第一集與第四集中以本尊身份客串演出。

電視廣告
- 十六茶（朝日飲料）：與新垣結衣及另外53隻在地吉祥物共同演出。
- WILLCOM（日语：ウィルコム）「人人都定額」服務方案廣告「在地吉祥物」篇：與佐佐木希、高田純次、搞笑二人組香蕉人及其他10隻在地吉祥物共同演出。[23]
- 多玩國（Dwango）《2000年一度的船船trance舞曲》推廣廣告：《2000年一度的船船trance舞曲》是多玩國子公司、網路高音質音樂下載供應商dwango mobile所製作、推出的MV作品，以船梨精自演自拍的影片，配合以其獨特發音混音而成的trance音樂歌曲，於多玩國所屬的服務平台上開放下載作為手機鈴聲或來電答鈴。電視廣告中播放的則是該影片的簡短剪輯版。[24]

DVD
- 《船的混音》（波麗佳音，2013年7月26日發行）：收錄了多段船梨精的外景跟拍與訪談影片、總片長約1小時的官方DVD作品。[25][26]

專書
- 《船梨精的書Nashii！！》：官方介紹手冊、照片畫冊[27]

## 船橋市的官方吉祥物
相對於船梨精一直被強調是船橋市的「非官方」吉祥物，船橋市實際上擁有多個官方認可吉祥物角色：
- 博士君（博士くん）：船橋市民祭「Made In Funabashi」（めいど・いん・ふなばし）的官方吉祥物。[28][29]
- 蛤仔君（アサリくん）：位於船橋市內、東京灣岸三番瀨（日语：三番瀬）泥灘區的船橋三番瀨海濱公園（ふなばし三番瀬海浜公園）之形象代言吉祥物。[30]
- 汗一平君（汗一平くん）與風沙也加（風さやかちゃん）：汗一平君是1983年（昭和58年）10月10日（日本的「體育日」）時船橋市為了該市「運動健康都市宣言」（スポーツ健康都市宣言）而制訂的吉祥物，其名稱「汗一平」來自日文中「滿頭大汗」（汗をいっぱい）的諧音。風沙也加則是在該宣言制訂10週年慶時以汗一平的女朋友身份所追加創造出的角色。[31][32]
- 目光犀利的老闆 船衛門（目利き番頭 船えもん）：船橋地方產品品牌推廣代言吉祥物，是在船梨精登場之後才公開的角色，於2013年2月至3月間透過公開招募的方式定名。[33]

## 外部連結
- 船梨精官方連結：
  - 中文官網 （页面存档备份，存于）
  - 官方網站「船梨精劇場」（日語）
  - 官方推特 （页面存档备份，存于）（日語）
  - 官方YouTube頻道 （页面存档备份，存于）（日語）
- 各官方頻道的相關影片：
  - YouTube上的《船、船、船梨精 ～船梨精官方主題曲～》MV（日本環球音樂官方頻道）（日語）
  - YouTube上的《2000年一度的船船trance舞曲》官方MV（多玩國官方頻道）（日語）
  - 「船梨精倫敦計畫」官方頻道：
    - YouTube上的出發篇（日語）
    - YouTube上的著陸篇（日語）
    - YouTube上的卡拉篇（日語）